# آنتونلا فرادرانز
آنتونلا فرادرانز (انگلیسی: Antonella Ferradans؛ زادهٔ ۲ مهٔ ۲۰۰۱) بازیکن فوتبال اهل اروگوئه است.
وی همچنین در تیم‌های ملی فوتبال Uruguay women's national under-17 football team, Uruguay women's national under-20 football team، و Uruguay women's national football team بازی کرده‌است.